# Stoffel Vandoorne
Stoffel Vandoorne (ur. 26 marca 1992 roku w Kortrijk) – belgijski kierowca wyścigowy.

## Życiorys

### Karting
Stoffel karierę rozpoczął w 1998 roku od startów w kartingu. W 2010 roku zadebiutował w serii wyścigów samochodów jednomiejscowych – Europucharze F4 1.6. Już w pierwszym podejściu sięgnął w niej po tytuł mistrzowski, będąc dziewięciokrotnie na podium, z czego sześciokrotnie na najwyższym stopniu (pięciokrotnie startował z pole position, a także czterokrotnie uzyskał najszybszy czas okrążenia).

### Formuła Renault 2.0
W kolejnym sezonie awansował do Europejskiej Formuły Renault, gdzie ścigał się w rodzimej ekipie KTR. Jednocześnie brał udział również w północnoeuropejskiej edycji tej serii. Począwszy od szóstego wyścigu w kalendarzu (na Nürburgringu) Belg punktował we wszystkich rozegranych zmaganiach. Jedyne podium uzyskał w drugim starcie, na węgierskim Hungaroringu, gdzie był trzeci. Ostatecznie w klasyfikacji generalnej znalazł się na 5. pozycji. W Formule Renault WEC 2.0 Vandoorne spisał się znacznie lepiej. W trakcie rywalizacji Stoffel ośmiokrotnie meldował się w czołowej trójce, a także trzykrotnie sięgnął po pierwsze pole startowe. Zmagania zakończył na wysokim 3. miejscu.
W roku 2012 nawiązał współpracę z niemiecką ekipą Josefa Kaufmanna. Belg do ostatniego wyścigu walczył o tytuł mistrzowski z Rosjaninem Daniiłem Kwiatem, okazując się ostatecznie lepszym o dziesięć punktów. W trakcie sezonu Vanodoorne jedenastokrotnie stawał na podium, z czego czterokrotnie na najwyższym stopniu (dwukrotnie na Nürburgringu). Poza sześciokrotnie sięgnął po pole position oraz trzykrotnie odnotował najszybszy czas okrążenia.
Pod tymi samymi barwami Stoffel wystartował również w trzech rundach Formuły Renault 2.0 NEC. Belg zdominował rywalizację, zwyciężając w pięciu z siedmiu startów. Oprócz tego czterokrotnie startował z pierwszej pozycji oraz pięciokrotnie wykręcił najszybsze okrążenie wyścigu.

### Formuła Renault 3.5
Na sezon 2013 podpisał kontrakt z ekipą Fortec Motorsport w Formule Renault 3.5. Wygrał tam cztery wyścigi, a dziesięciokrotnie stawał na podium. Do ostatniej rundy toczył walkę z Kevinem Magnussenem. Ostatecznie jednak uzbierane 214 punktów pozwoliło mu zdobyć tytuł wicemistrzowski serii.

### Seria GP2

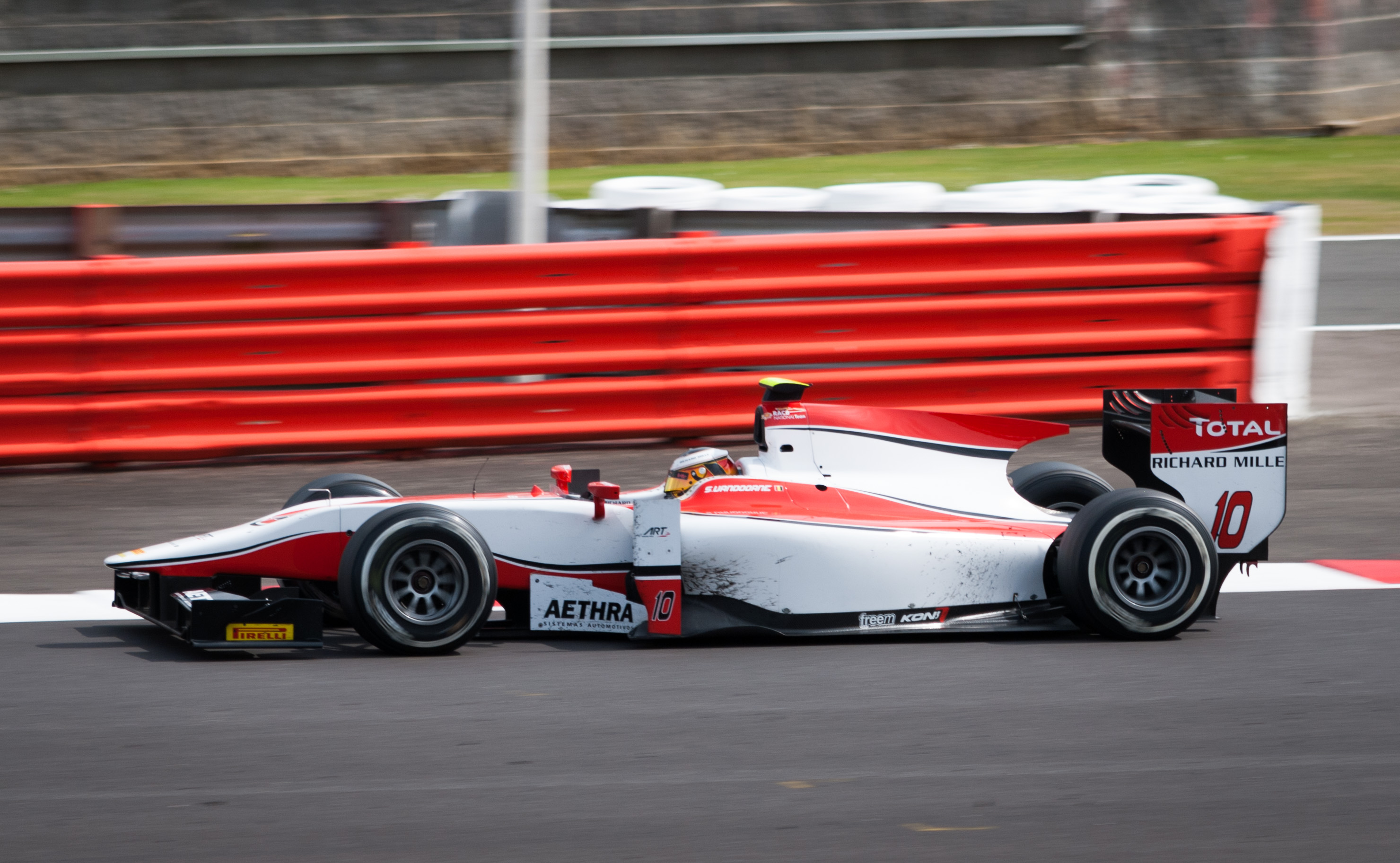
Stoffel Vandoorne podczas zawodów Serii GP2 na torze Silverstone (2014)

W 2014 roku Belg łączył posadę kierowcy testowego ekipy McLaren w Formule 1 z fotelem zawodnika francuskiego zespołu ART Grand Prix w Serii GP2. Już w pierwszym starcie okazał się najlepszy. W kolejnych startach doznał jednak wielu problemów m.in. związanych z brakiem doświadczenia, przez które nie zdobył żadnego punktu. Serię gorszych występów przerwał w Austrii, gdzie stanął na drugim stopniu podium. Miejsca w pierwszej trójce osiągał również w Wielkiej Brytanii i Niemczech. W drugiej części sezonu zdobył najwięcej punktów spośród wszystkich kierowców serii. Dominował w kwalifikacjach, zdobywając cztery pole position z rzędu. Wygrał sprint w Budapeszcie oraz główne wyścigi we Włoszech oraz w Abu Zabi. Podczas ostatniej rundy wyprzedził Nasra i zdobył tytuł wicemistrza serii. Nie był już jednak w stanie zagrozić zdobywcy tytułu, Brytyjczykowi Jolyonowi Palmerowi.
Zdobyte doświadczenie zaowocowało w sezonie 2015. Belg zdominował sezon, od początku nadając ton rywalizacji. W klasyfikacji generalnej zdobył aż 341,5 punktu (drugi Alexander Rossi uzyskał ich 181,5). Prezentował przy tym bardzo dużą skuteczność, gdyż 16 z 21 startów kończył na podium, z czego siedmiokrotnie na najwyższym jego stopniu (we wszystkich przypadkach triumfował w głównym wyścigu). Poza tym pięciokrotnie sięgał po pole position oraz siedmiokrotnie odnotował najszybsze okrążenie wyścigu. Tym samym Belg pobił wszelkie rekordy serii i zabrakło tylko dogodnej sytuacji do zdobycia dubletu w jeden weekend. Mistrzostwo zapewnił sobie na dwie rundy (czyli cztery wyścigi) przed końcem sezonu, co tylko potwierdza hegemonię Belga. 

### Formuła 1

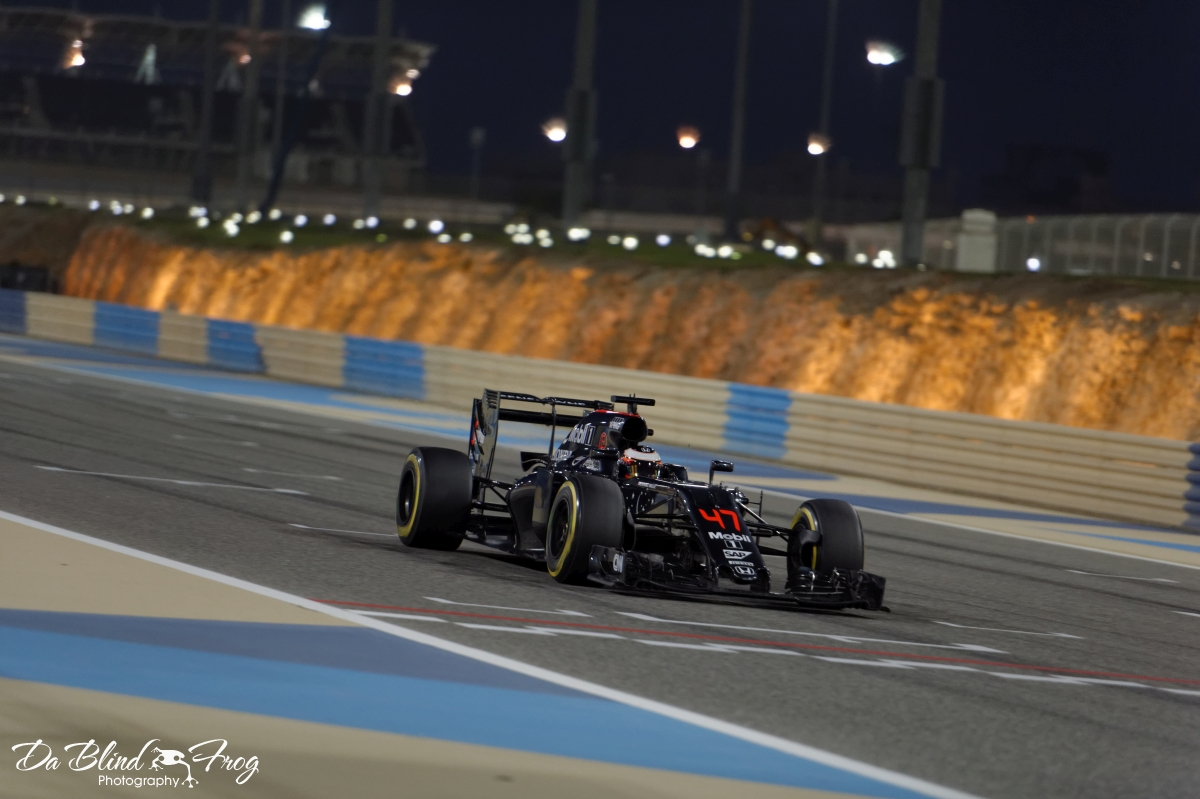
Stoffel Vandoorne podczas Grand Prix Bahrajnu w bolidzie McLaren MP4-31 (2016)

W 2016 roku podczas Grand Prix Bahrajnu zadebiutował w Formule 1, zastępując Fernando Alonso, który w wypadku doznał obrażeń w pierwszej rundzie w Grand Prix Australii.

## Wyniki

### Formuła Renault 3.5
| Legenda oznaczeń w tabelach wyników Wyświetl szablon na nowej stronie | Legenda oznaczeń w tabelach wyników Wyświetl szablon na nowej stronie                                                                     |
| Oznaczenie                                                            | Wyjaśnienie |
| --------------------------------------------------------------------- | --- |
| Złoty                                                                 | Zwycięzca lub mistrzostwo |
| Srebrny                                                               | 2. miejsce lub wicemistrzostwo |
| Brązowy                                                               | 3. miejsce lub II wicemistrzostwo |
| Zielony                                                               | Ukończył, punktował (w klasyfikacji generalnej, gdy zdobył co najmniej jeden punkt na przestrzeni sezonu, poza trzema powyższymi opcjami) |
| Niebieski                                                             | Ukończył, nie punktował (w klasyfikacji generalnej, gdy nie zdobył co najmniej jednego punktu na przestrzeni sezonu)                      |
| Czerwony                                                              | Nie zakwalifikował się (NZ) |
| Czerwony                                                              | Nie prekwalifikował się (NPK) |
| Różowy                                                                | Nie ukończył (NU) |
| Różowy                                                                | Niesklasyfikowany (NS) (w klasyfikacji generalnej, gdy nie został sklasyfikowany w żadnym wyścigu sezonu)                                 |
| Czarny                                                                | Zdyskwalifikowany (DK) |
| Czarny                                                                | Wykluczony (WYK/EX) |
| Biały                                                                 | Nie wystartował (NW) |
| Biały                                                                 | Kontuzjowany (K/INJ) |
| Biały                                                                 | Wyścig odwołany (OD/C) |
| Bez koloru                                                            | Został wycofany (WYC/WD) |
| Bez koloru                                                            | Nie przybył (NP/DNA) |
| Bez koloru                                                            | Nie brał udziału w treningach (NT/DNP) |
| Bez koloru                                                            | Nie został zgłoszony (–) |
| Pogrubienie                                                           | Start z pole position |
| Kursywa                                                               | Najszybsze okrążenie wyścigu |
| †                                                                     | Nie ukończył, ale jego rezultat został zaliczony ze względu na przejechanie więcej niż 90% dystansu wyścigu.                              |
| *                                                                     | Sezon w trakcie |
| 1/2/3                                                                 | Punktowana pozycja w sprincie kwalifikacyjnym                                                                                             |
| Lista systemów punktacji Formuły 1                                    | |

| Rok  | Zespół            | Wyniki w poszczególnych eliminacjach | Wyniki w poszczególnych eliminacjach | Wyniki w poszczególnych eliminacjach | Wyniki w poszczególnych eliminacjach | Wyniki w poszczególnych eliminacjach | Wyniki w poszczególnych eliminacjach | Wyniki w poszczególnych eliminacjach | Wyniki w poszczególnych eliminacjach | Wyniki w poszczególnych eliminacjach | Wyniki w poszczególnych eliminacjach | Wyniki w poszczególnych eliminacjach | Wyniki w poszczególnych eliminacjach | Wyniki w poszczególnych eliminacjach | Wyniki w poszczególnych eliminacjach | Wyniki w poszczególnych eliminacjach | Wyniki w poszczególnych eliminacjach | Wyniki w poszczególnych eliminacjach | Punkty | Pozycja |
| ---- | ----------------- | ------------------------------------ | ------------------------------------ | ------------------------------------ | ------------------------------------ | ------------------------------------ | ------------------------------------ | ------------------------------------ | ------------------------------------ | ------------------------------------ | ------------------------------------ | ------------------------------------ | ------------------------------------ | ------------------------------------ | ------------------------------------ | ------------------------------------ | ------------------------------------ | ------------------------------------ | ------ | ------- |
| 2013 | Fortec Motorsport | ITA                                  | ITA                                  | ARA                                  | ARA                                  | MON                                  | BEL                                  | BEL                                  | RUS                                  | RUS                                  | AUT                                  | AUT                                  | HUN                                  | HUN                                  | FRA                                  | FRA                                  | CAT                                  | CAT                                  | 181    | 2       |
| 2013 | Fortec Motorsport | 1                                    | 3                                    | 8                                    | 3                                    | 9                                    | 13                                   | 1                                    | 1                                    | 1                                    | NU                                   | NU                                   | 4                                    | 3                                    | 2                                    | NU                                   | 3                                    | 2                                    | 181    | 2       |

### GP2
| Legenda oznaczeń w tabelach wyników Wyświetl szablon na nowej stronie | Legenda oznaczeń w tabelach wyników Wyświetl szablon na nowej stronie                                                                     |
| Oznaczenie                                                            | Wyjaśnienie |
| --------------------------------------------------------------------- | --- |
| Złoty                                                                 | Zwycięzca lub mistrzostwo |
| Srebrny                                                               | 2. miejsce lub wicemistrzostwo |
| Brązowy                                                               | 3. miejsce lub II wicemistrzostwo |
| Zielony                                                               | Ukończył, punktował (w klasyfikacji generalnej, gdy zdobył co najmniej jeden punkt na przestrzeni sezonu, poza trzema powyższymi opcjami) |
| Niebieski                                                             | Ukończył, nie punktował (w klasyfikacji generalnej, gdy nie zdobył co najmniej jednego punktu na przestrzeni sezonu)                      |
| Czerwony                                                              | Nie zakwalifikował się (NZ) |
| Czerwony                                                              | Nie prekwalifikował się (NPK) |
| Różowy                                                                | Nie ukończył (NU) |
| Różowy                                                                | Niesklasyfikowany (NS) (w klasyfikacji generalnej, gdy nie został sklasyfikowany w żadnym wyścigu sezonu)                                 |
| Czarny                                                                | Zdyskwalifikowany (DK) |
| Czarny                                                                | Wykluczony (WYK/EX) |
| Biały                                                                 | Nie wystartował (NW) |
| Biały                                                                 | Kontuzjowany (K/INJ) |
| Biały                                                                 | Wyścig odwołany (OD/C) |
| Bez koloru                                                            | Został wycofany (WYC/WD) |
| Bez koloru                                                            | Nie przybył (NP/DNA) |
| Bez koloru                                                            | Nie brał udziału w treningach (NT/DNP) |
| Bez koloru                                                            | Nie został zgłoszony (–) |
| Pogrubienie                                                           | Start z pole position |
| Kursywa                                                               | Najszybsze okrążenie wyścigu |
| †                                                                     | Nie ukończył, ale jego rezultat został zaliczony ze względu na przejechanie więcej niż 90% dystansu wyścigu.                              |
| *                                                                     | Sezon w trakcie |
| 1/2/3                                                                 | Punktowana pozycja w sprincie kwalifikacyjnym                                                                                             |
| Lista systemów punktacji Formuły 1                                    | |

| Rok  | Zespół         | Wyniki w poszczególnych eliminacjach | Wyniki w poszczególnych eliminacjach | Wyniki w poszczególnych eliminacjach | Wyniki w poszczególnych eliminacjach | Wyniki w poszczególnych eliminacjach | Wyniki w poszczególnych eliminacjach | Wyniki w poszczególnych eliminacjach | Wyniki w poszczególnych eliminacjach | Wyniki w poszczególnych eliminacjach | Wyniki w poszczególnych eliminacjach | Wyniki w poszczególnych eliminacjach | Wyniki w poszczególnych eliminacjach | Wyniki w poszczególnych eliminacjach | Wyniki w poszczególnych eliminacjach | Wyniki w poszczególnych eliminacjach | Wyniki w poszczególnych eliminacjach | Wyniki w poszczególnych eliminacjach | Wyniki w poszczególnych eliminacjach | Wyniki w poszczególnych eliminacjach | Wyniki w poszczególnych eliminacjach | Wyniki w poszczególnych eliminacjach | Wyniki w poszczególnych eliminacjach | Punkty | Pozycja |
| ---- | -------------- | ------------------------------------ | ------------------------------------ | ------------------------------------ | ------------------------------------ | ------------------------------------ | ------------------------------------ | ------------------------------------ | ------------------------------------ | ------------------------------------ | ------------------------------------ | ------------------------------------ | ------------------------------------ | ------------------------------------ | ------------------------------------ | ------------------------------------ | ------------------------------------ | ------------------------------------ | ------------------------------------ | ------------------------------------ | ------------------------------------ | ------------------------------------ | ------------------------------------ | ------ | ------- |
| 2014 | ART Grand Prix | BHR                                  | BHR                                  | ESP                                  | ESP                                  | MON                                  | MON                                  | AUT                                  | AUT                                  | GBR                                  | GBR                                  | DEU                                  | DEU                                  | HUN                                  | HUN                                  | BEL                                  | BEL                                  | ITA                                  | ITA                                  | RUS                                  | RUS                                  | ARE                                  | ARE                                  | 229    | 2       |
| 2014 | ART Grand Prix | 1                                    | 22                                   | 13                                   | 10                                   | 14                                   | 13                                   | 2                                    | 15                                   | 3                                    | 9                                    | 2                                    | 3                                    | 7                                    | 1                                    | 2                                    | 6                                    | 1                                    | 13                                   | 5                                    | 2                                    | 1                                    | 5                                    | 229    | 2       |
| 2015 | ART Grand Prix | BHR                                  | BHR                                  | ESP                                  | ESP                                  | MON                                  | MON                                  | AUT                                  | AUT                                  | GBR                                  | GBR                                  | HUN                                  | HUN                                  | BEL                                  | BEL                                  | ITA                                  | ITA                                  | RUS                                  | RUS                                  | BHR                                  | BHR                                  | ARE                                  |                                      | 341,5  | 1       |
| 2015 | ART Grand Prix | 1                                    | 2                                    | 1                                    | 2                                    | 1                                    | 8                                    | 1                                    | 2                                    | 3                                    | 9                                    | 5                                    | 2                                    | 1                                    | 4                                    | 2                                    | 3                                    | 3                                    | 4                                    | 1                                    | 2                                    | 1                                    |                                      | 341,5  | 1       |

### Formuła 1
| Legenda oznaczeń w tabelach wyników Wyświetl szablon na nowej stronie | Legenda oznaczeń w tabelach wyników Wyświetl szablon na nowej stronie                                                                     |
| Oznaczenie                                                            | Wyjaśnienie |
| --------------------------------------------------------------------- | --- |
| Złoty                                                                 | Zwycięzca lub mistrzostwo |
| Srebrny                                                               | 2. miejsce lub wicemistrzostwo |
| Brązowy                                                               | 3. miejsce lub II wicemistrzostwo |
| Zielony                                                               | Ukończył, punktował (w klasyfikacji generalnej, gdy zdobył co najmniej jeden punkt na przestrzeni sezonu, poza trzema powyższymi opcjami) |
| Niebieski                                                             | Ukończył, nie punktował (w klasyfikacji generalnej, gdy nie zdobył co najmniej jednego punktu na przestrzeni sezonu)                      |
| Czerwony                                                              | Nie zakwalifikował się (NZ) |
| Czerwony                                                              | Nie prekwalifikował się (NPK) |
| Różowy                                                                | Nie ukończył (NU) |
| Różowy                                                                | Niesklasyfikowany (NS) (w klasyfikacji generalnej, gdy nie został sklasyfikowany w żadnym wyścigu sezonu)                                 |
| Czarny                                                                | Zdyskwalifikowany (DK) |
| Czarny                                                                | Wykluczony (WYK/EX) |
| Biały                                                                 | Nie wystartował (NW) |
| Biały                                                                 | Kontuzjowany (K/INJ) |
| Biały                                                                 | Wyścig odwołany (OD/C) |
| Bez koloru                                                            | Został wycofany (WYC/WD) |
| Bez koloru                                                            | Nie przybył (NP/DNA) |
| Bez koloru                                                            | Nie brał udziału w treningach (NT/DNP) |
| Bez koloru                                                            | Nie został zgłoszony (–) |
| Pogrubienie                                                           | Start z pole position |
| Kursywa                                                               | Najszybsze okrążenie wyścigu |
| †                                                                     | Nie ukończył, ale jego rezultat został zaliczony ze względu na przejechanie więcej niż 90% dystansu wyścigu.                              |
| *                                                                     | Sezon w trakcie |
| 1/2/3                                                                 | Punktowana pozycja w sprincie kwalifikacyjnym                                                                                             |
| Lista systemów punktacji Formuły 1                                    | |

| Rok  | Zespół                       | Samochód       | Silnik                   | Wyniki w poszczególnych eliminacjach | Wyniki w poszczególnych eliminacjach | Wyniki w poszczególnych eliminacjach | Wyniki w poszczególnych eliminacjach | Wyniki w poszczególnych eliminacjach | Wyniki w poszczególnych eliminacjach | Wyniki w poszczególnych eliminacjach | Wyniki w poszczególnych eliminacjach | Wyniki w poszczególnych eliminacjach | Wyniki w poszczególnych eliminacjach | Wyniki w poszczególnych eliminacjach | Wyniki w poszczególnych eliminacjach | Wyniki w poszczególnych eliminacjach | Wyniki w poszczególnych eliminacjach | Wyniki w poszczególnych eliminacjach | Wyniki w poszczególnych eliminacjach | Wyniki w poszczególnych eliminacjach | Wyniki w poszczególnych eliminacjach | Wyniki w poszczególnych eliminacjach | Wyniki w poszczególnych eliminacjach | Wyniki w poszczególnych eliminacjach | Pkt. | Poz. |
| ---- | ---------------------------- | -------------- | ------------------------ | ------------------------------------ | ------------------------------------ | ------------------------------------ | ------------------------------------ | ------------------------------------ | ------------------------------------ | ------------------------------------ | ------------------------------------ | ------------------------------------ | ------------------------------------ | ------------------------------------ | ------------------------------------ | ------------------------------------ | ------------------------------------ | ------------------------------------ | ------------------------------------ | ------------------------------------ | ------------------------------------ | ------------------------------------ | ------------------------------------ | ------------------------------------ | ---- | ---- |
| 2016 | McLaren Honda Formula 1 Team | McLaren MP4-31 | Honda RA616H V6 t        | Australia                            | Bahrajn                              |                                      | Rosja                                | Hiszpania                            | Monako                               | Kanada                               | Unia Europejska                      | Austria                              | Wielka Brytania                      | Węgry                                | Niemcy                               | Belgia                               | Włochy                               | Singapur                             | Malezja                              | Japonia                              | Stany Zjednoczone                    | Meksyk                               | Brazylia                             |                                      | 1    | 20   |
| 2016 | McLaren Honda Formula 1 Team | McLaren MP4-31 | Honda RA616H V6 t        | -                                    | 10                                   | -                                    | -                                    | -                                    | -                                    | -                                    | -                                    | -                                    | -                                    | -                                    | -                                    | -                                    | -                                    | -                                    | -                                    | -                                    | -                                    | -                                    | -                                    | -                                    | 1    | 20   |
| 2017 | McLaren Honda                | McLaren MCL32  | Honda RA617H V6 t        | Australia                            |                                      | Bahrajn                              | Rosja                                | Hiszpania                            | Monako                               | Kanada                               | Azerbejdżan                          | Austria                              | Wielka Brytania                      | Węgry                                | Belgia                               | Włochy                               | Singapur                             |                                      | Japonia                              | Stany Zjednoczone                    | Meksyk                               | Brazylia                             |                                      |                                      | 13   | 16   |
| 2017 | McLaren Honda                | McLaren MCL32  | Honda RA617H V6 t        | 13                                   | NU                                   | NW                                   | 14                                   | NU                                   | NU                                   | 14                                   | 12                                   | 12                                   | 11                                   | 10                                   | 14                                   | NU                                   | 7                                    | 7                                    | 14                                   | 12                                   | 12                                   | NU                                   | 12                                   |                                      | 13   | 16   |
| 2018 | McLaren F1 Team              | McLaren MCL33  | Renault R.E.18 1.6T V6 t | Australia                            | Bahrajn                              |                                      | Azerbejdżan                          | Hiszpania                            | Monako                               | Kanada                               | Francja                              | Austria                              | Wielka Brytania                      | Niemcy                               | Węgry                                | Belgia                               | Włochy                               | Singapur                             | Rosja                                | Japonia                              | Stany Zjednoczone                    | Meksyk                               | Brazylia                             |                                      | 12   | 16   |
| 2018 | McLaren F1 Team              | McLaren MCL33  | Renault R.E.18 1.6T V6 t | 9                                    | 8                                    | 13                                   | 9                                    | NU                                   | 14                                   | 16                                   | 12                                   | 15†                                  | 11                                   | 13                                   | NU                                   | 15                                   | 12                                   | 12                                   | 16                                   | 15                                   | 11                                   | 8                                    | 15                                   | 14                                   | 12   | 16   |

### Podsumowanie
| Sezon | Seria                                         | Zespół                       | Wyścigi | Zwycięstwa | PP | NO | Podium | Punkty | Pozycja |
| ----- | --------------------------------------------- | ---------------------------- | ------- | ---------- | -- | -- | ------ | ------ | ------- |
| 2010  | Europejski Puchar Formuły 4 1.6               | Autosport Academy            | 14      | 6          | 5  | 4  | 3      | 151    | 1       |
| 2011  | Europejski Puchar Formuły Renault 2.0         | KTR                          | 14      | 0          | 0  | 0  | 1      | 93     | 5       |
| 2011  | Północnoeuropejski Puchar Formuły Renault 2.0 | KTR                          | 14      | 0          | 2  | 0  | 8      | 328    | 3       |
| 2012  | Europejski Puchar Formuły Renault 2.0         | Josef Kaufmann Racing        | 14      | 4          | 6  | 3  | 7      | 244    | 1       |
| 2012  | Północnoeuropejski Puchar Formuły Renault 2.0 | Josef Kaufmann Racing        | 7       | 5          | 4  | 5  | 1      | 176    | 9       |
| 2013  | Formuła Renault 3.5                           | Fortec Motorsport            | 17      | 4          | 3  | 2  | 10     | 214    | 2       |
| 2014  | Seria GP2                                     | ART Grand Prix               | 22      | 4          | 4  | 3  | 10     | 229    | 2       |
| 2015  | Seria GP2                                     | ART Grand Prix               | 21      | 7          | 4  | 7  | 16     | 341,5  | 1       |
| 2016  | Formuła 1                                     | McLaren Honda Formula 1 Team | 1       | 0          | 0  | 0  | 0      | 1      | 20      |
| 2017  | Formuła 1                                     | McLaren Honda Formula 1 Team | 20      | 0          | 0  | 0  | 0      | 13     | 16      |
| 2018  | Formuła 1                                     | McLaren F1 Team              | 21      | 0          | 0  | 0  | 0      | 12     | 16      |